# Štefurov
Štefurov est un village de Slovaquie situé dans la région de Prešov.

## Histoire
La première mention écrite du village date de 1414.

## Démographie

### Évolution de la population
| Année:               | 1994. | 2004.   | 2014.   | 2024.    |
| -------------------- | ----- | ------- | ------- | -------- |
| Nombre de personnes: | 106   | 111     | 111     | 99       |
| Différence:          |       | +4,71 % | -1,42 % | -10,81 % |

| Année:               | 2023. | 2024.   |
| -------------------- | ----- | ------- |
| Nombre de personnes: | 103   | 99      |
| Différence:          |       | -3,88 % |